# Sébastien Bassong
Sébastien Aymar Bassong Nguena (Paris, 9 de julho de 1986) é um futebolista camaronês nascido na França que atua como zagueiro. Atualmente, joga pelo Peterborough United.
Após ter sido emprestado ao Wolverhampton no primeiro semestre de 2012, no dia 21 de agosto o Tottenham Hotspur oficializou sua venda em definitivo ao Norwich City. 